# San Antonio (Copán)
San Antonio è un comune dell'Honduras facente parte del dipartimento di Copán.
Il comune venne istituito nel 1887.